# Hortensia Mancini
Hortensia Mancini (6. června 1646, Řím – 2. července 1699, Londýn) byla oblíbenou neteří hlavního francouzského ministra, kardinála Mazarina, a milenkou anglického krále Karla II. Byla čtvrtou z pěti známých sester Manciniových, které byly spolu se svými sestřenicemi z rodiny Martinozzi u dvora Ludvíka XIV. známy jako Mazarinettes.

## Mládí, rodina a manželství
Jedna z pěti sester proslulá svou ohromnou krásou, se narodila jako Ortensia v Římě baronu Lorenzu Mancinimu, italskému aristokratovi. Po jeho smrti 1650 odvezla matka Geronima Mazzarini své dcery z Říma do Francie, kde doufala, že díky vlivu svého bratra kardinála Mazarina najde pro dívky vhodné manžely. Hortenziinými sestrami byly:
- Laura (1636–1657), která se provdala za vévodu Ludvíka z Vendôme a stala se matkou slavného francouzského generála Louise Josepha de Bourbon, vévody z Vendôme.
- Olympie (1638 –1708), provdala se za Evžena Mořice Savojského a stala se matkou slavného rakouského generála Evžena Savojského.
- Marie (1639 –1715), provdala se za Lorenza Onofria Colonnu a byla první romantickou láskou krále Ludvíka XIV.
- Marie Anna (1649 – 1714), provdala se za Godefroye Maurice de La Tour d'Auvergne, vévodu z Bouillonu, synovce slavného polního maršála de Turenne.

Kromě sester Manciniových přijely v té samé době z toho samého důvodu (aby se vhodně provdaly) do Francie také dvě jejich sestřenice z rodiny Martinozzi. Starší z nich, Anna Marie Martinozzi, se provdala za Armanda Bourbona, knížete z Conti. Mladší, Laura Martinozzi, se provdala za vévodu Alfonze IV. d'Este a stala se matkou Marie z Modeny, druhé manželky anglického krále Jakuba II.
Sestry Manciniovy měly také tři bratry: Paula, Filipa Alfonze.

### Nabídky k sňatku
V roce 1659 požádal o Hortensiinu ruku Karel II. Stuart, bratranec Ludvíka XIV. Jeho nabídku však kardinál Mazarin, který se domníval, že král v exilu má jen malé vyhlídky, odmítl. Mazarin si uvědomil svou chybu, když byl Karel o pár měsíců později znovu dosazen na anglický trůn. Mazarin pak krále žádal, aby si Hortenzii vzal a nabídl mu věno pět milionů livrů, ale Karel odmítl. O Hortensiinu ruku požádal také vévoda Karel Emanuel II. Savojský, další bratranec Ludvíka XIV., z těchto zásnub však sešlo, když kardinál Mazarin odmítl zahrnout pevnost Pigneol do jejího věna. Z podobných důvodů byla zrušena také nabídka od Karla V., lotrinského vévody.

### Neúspěšné manželství
Dne 1. března 1661 se patnáctiletá Hortensia provdala za jednoho z nejbohatších mužů v Evropě, Armanda Charlese de La Porte de La Meilleraye. Po sňatku s Hortensií mu byl udělen titul duc Mazarin. Po kardinálově smrti získal také přístup k manželčinu obrovskému dědictví, které zahrnovalo Palais Mazarin v Paříži, kde se nacházelo mnoho uměleckých předmětů.
Manželství nebylo úspěšné. Hortensia byla mladá, veselá a oblíbená; Armand Charles byl lakomý, nesmírně žárlivý a psychicky nevyrovnaný. Jeho podivné chování zahrnovalo to, že zabraňoval dojičkám, aby chodily od práce (podle jeho názoru mělo kravské vemeno silnou sexuální konotaci), služebným nechal vyrážet všechny přední zuby, aby nepřitahovaly mužskou pozornost a odtrhával a maloval na všechny „špinavé kusy“ své umělecké sbírky. Zakazoval jí stýkat se s jinými muži, o půlnoci hledal její skryté milence, trval na tom, aby trávila čtvrtinu dne na modlitbách a přinutil ji opustit Paříž.
Navzdory jejich odlišnostem spolu měli manželé čtyři děti:
- Marie Charlotte de La Porte Mazarin (28. března 1662 – 13. května 1729), provdala se za Louise Armana de Vignerot du Plessis, hraběte d'Agénias, vévodu d'Aiguillon.
- Marie Anne de La Porte Mazarin (1663 – říjen 1720), stala se abatyší.
- Marie Olympe de La Porte Mazarin (1665 – 24. ledna 1754), provdala se za Louise Christopha Gigault, markýze de Bellefonds et de Boullaye.
- Paul Jules de La Porte, vévoda Mazarin et de La Meilleraye (25. ledna 1666 – 7. září 1731), oženil se s Félice Armande Charlotte de Durfort.

### Útěk z manželství
Hortenzie se nakonec odhodlala opustit své malé děti a v noci 13. června 1668 s pomocí svého bratra, vévody Filipa z Nevers, od manžela uprchla. Bratr jí opatřil koně a doprovod při cestě do Říma, kde našla útočiště u sestry Marie, kněžny z Colonny.

## Pod ochranou Ludvíka XIV. a savojského vévody
Francouzský král Ludvík XIV. se prohlásil jejím ochráncem a přidělil jí každoroční důchod 24 tisíc livrů. Jejím ochráncem se prohlásil také její bývalý nápadník, vévoda Karel Emanuel II. Savojský. Hortenzie se tedy usadila v Chambéry v Haute-Savoie, kde se poté scházeli autoři, filozofové a umělci. Po vévodově smrti ji však jeho vdova, Marie Johanna Savojská, vyhnala.

## Milenka anglického krále KarlaII.
Po smrti savojského vévody neměla Hortensia dostatečné peněžní zdroje, neboť její manžel zmrazil všechny její příjmy, včetně důchodu od krále Ludvíka XIV. Anglický diplomat Ralph Montagu využil Hortensiiny obtížné situace. Doufal, že by mohla nahradit tehdejší oficiální milenku krále Karla II. Stuarta, francouzskou šlechtičnu Louise de Keroual, a on sám by takto získal královu přízeň. Hortensia byla ochotna to zkusit. V roce 1675 odcestovala do Londýna pod záminkou návštěvy své mladé neteře, Marie Beatrice d'Este, nové manželky mladšího bratra Karla II., vévody Jakuba z Yorku, pozdějšího posledního anglického krále z rodu Stuartů. Při své cestě byla Hortensia Mancini převlečena za muže.
V polovině roku 1676 Hortensia splnila své tajné poslání. Na krátkou dobu převzala místo Louise de Keroual v přízni krále Karla a ten jí poskytl důchod ve výši 4 000 liber ročně, což značně zmenšilo její finanční potíže.
Ralph Montagu tehdy uvedl: „Šel jsem se podívat na Madame de Portsmouth [Louise de Keroual]. Otevřela mi srdce ... vysvětlila mi, jaký zármutek jí způsobují každodenní návštěvy anglického krále u Madame de Sussex [Hortensie Mancini].“
Vztah s králem Karlem mohl pokračovat, nebýt Hortensiiny promiskuity. Kvůli ní se jí v Anglii začalo říkat „italská děvka“. Za prvé vznikl její téměř jistě lesbický vztah s Annou, hraběnkou ze Sussexu, královou nemanželskou dcerou s Barbarou, vévodkyní z Clevelandu. To vyvrcholilo veřejným, přátelským šermem v St. James's Park, kde obě ženy oblečené v nočních košilkách uspořádaly souboj, po němž Annin manžel vykázal svou ženu na venkov. Tam odmítala cokoli dělat, jen ležela v posteli a opakovaně líbala Hortensiinu miniaturu. Krom toho měla Hortensia poměr s monackým panovníkem, knížetem Ludvíkem I., který pobýval v Anglii. Král Karel jí v důsledku toho přerušil vyplácení důchodu, během několika dní toho však začal litovat a začal Hortensii opět platit její apanáž. Nicméně Hortensia brzy přestala být královou favoritkou. Bývalí milenci však zůstali přáteli. Na post královy oficiální milenky se vrátila Louise de Keroual, vévodkyně z Portsmouthu a dlouholetá Karlova důvěrnice. Hortensia však udržovala s králem Karlem II. dobré vztahy až do jeho smrti v roce 1685.

## Po smrti Karla II
Po smrti Karla II. Hortensii král Jakub II. Stuart dobře zajistil, pravděpodobně kvůli jejímu příbuzenství s jeho manželkou Marií z Modeny. I když Jakub II. prchl z Anglie a moci se ujali Vilém III. a Marie II., zůstala Hortensia v Anglii, i když s mnohem nižší rentou. Předsedala salonu intelektuálů. Charles de Saint-Évremond, velký básník a labužník, byl jejím blízkým přítelem a přivedl k jejím dveřím všechny učené muže v Londýně.
S výjimkou královny Margot byly Hortensia a její sestra Marie Mancini prvními Francouzkami, které vydaly své memoáry. Obě ženy byly částečně motivovány tím, aby odůvodnily své odchody od manželů.
Hortensia Mancini zemřela 2. července 1699 v Londýně. Možná spáchala sebevraždu. Její manžel pokračoval s dramatem i po její smrti: procestoval s jejím tělem Francii, než konečně dovolil, aby byla pohřbena vedle svého strýce, kardinála Mazarina.

## Potomstvo
Hortensiin syn Paul Jules de La Porte, vévoda Mazarin et de La Meilleraye měl dvě děti. Jeho dcera, Armande Félice de La Porte Mazarin (1691–1729), se v roce 1709 provdala za Louise de Mailly, markýze de Nesle et de Mailly. Manželé spolu měli mimo jiné pět dcer, z nichž se čtyři staly milenkami francouzského krále Ludvíka XV.:
- Louise Julie de Mailly, Mademoiselle de Mailly, comtesse de Mailly (1710–1751),
- Pauline Félicité de Mailly, Mademoiselle de Nesle, marquise de Vintimille (1712–1741),
- Diane Adélaïde de Mailly, Mademoiselle de Montcavrel, duchesse de Lauraguais (1714–1769),
- Hortense Félicité de Mailly, Mademoiselle de Chalon, marquise de Flavacourt (1715–1763),
- Marie Anne de Mailly, Mademoiselle de Monchy, marquise de La Tournelle, duchesse de Châteauroux (1717–1744).

Jedinou ze sester de Nesle, která se nestala milenkou Ludvíka XV., byla markýza de Flavacourt. Louise Julie byla první sestrou, která krále přilákala, poté ji následovala Pauline Félicité. Byla to však ta nejmladší a nejhezčí z nich, Marie Anna, která byla nejúspěšnější v manipulaci s králem a která získala také politickou moc.
Armande Félice měla také nemanželskou dceru, Henriette de Bourbon (1725–1780), Mademoiselle de Verneuil, ze vztahu s Louisem Henrim vévodou de Bourbon-Condé, který byl v letech 1723 až 1726 hlavním ministrem Ludvíka XV.
Syn Paula Julese, Guy Jules Paul de La Porte, vévoda Mazarin et de La Meilleraye (1701–1738), se v roce 1716 oženil s Luisou Františkou de Rohan. Jejich pravnučka Louise d'Aumont (1759–1826) se v roce 1777 provdala za monackého knížete Honoré IV. Mezi jejich potomky patří monacká knížata, včetně Alberta II. Monackého.